# N'Dahonta
N'Dahonta est l'un des cinq arrondissements de la commune de Tanguiéta dans le département de l'Atacora au Bénin.

## Géographie
L'arrondissement de N'Dahonta est situé au nord-ouest du Bénin et compte 7 villages que sont Dondongou, Nantagata, N'dahonta, Nigneri, Sammouangou, Tanhinkou et Tchaeta.

## Démographie
Selon le recensement de la population de 2013 conduit par l'Institut national de la statistique et de l'analyse économique (INSAE), N'Dahonta compte 11383 habitants  .